# The Gift (The X-Files)
«The Gift» es el undécimo episodio de la octava temporada de la serie de televisión estadounidense de ciencia ficción The X-Files. Se estrenó en la cadena Fox en Estados Unidos el 4 de febrero de 2001. El episodio fue escrito por Frank Spotnitz y dirigido por Kim Manners. «The Gift» tiene elementos tanto de un episodio del «monstruo de la semana» como de una entrada en la mitología de la serie. El episodio recibió una calificación Nielsen de 8,8 y fue visto por 14,6 millones de espectadores. En general, el episodio recibió críticas en gran parte mixtas de los críticos de televisión; mientras que muchos apreciaron el enfoque de regreso en Fox Mulder (David Duchovny), otros sintieron que las revelaciones de la trama fueron forzadas de forma poco natural en el programa.
La temporada se centra en los agentes especiales del FBI Dana Scully (Gillian Anderson) y su nuevo socio John Doggett (Robert Patrick) —tras la abducción extraterrestre de su ex socio, Mulder— que trabajan en casos relacionados con lo paranormal, llamados expedientes X. En este episodio, Doggett se encuentra con un viejo caso sobre un supuesto «devorador de almas» que espera que finalmente demuestre la verdad detrás de la abducción de Mulder. En una serie de flashbacks, se revela que, después de su exposición a un artefacto extraterrestre, Mulder se estaba muriendo lentamente de una enfermedad cerebral. En un intento por curarse a sí mismo, rastreó al devorador de almas un año antes de los eventos del episodio, pero sintió lástima por la criatura. En el presente, Doggett es asesinado a tiros por el sheriff local, pero el devorador de almas consume su muerte y finalmente se le permite morir, resucitando a Doggett en el proceso.
«The Gift» presentó la primera aparición sustancial de Duchovny desde el inicio de la temporada; habiendo elegido no volver al programa como personaje principal a tiempo completo después del final de la séptima temporada. El episodio fue escrito por Spotnitz y se basó en el folclore que rodea al devorador de almas. Gillian Anderson, que no apareció en el episodio, excepto por las imágenes de archivo, reveló más tarde que estaba agradecida por el tiempo libre porque le permitió pasar más tiempo con su hija. El episodio ha sido analizado por sus temas de muerte y resurrección, su uso de una rueda medicinal como motivo, y ha sido comparado y contrastado con el episodio de la cuarta temporada «Leonard Betts».

## Argumento

### Trasfondo
El agente especial del FBI Fox Mulder (David Duchovny) se encuentra actualmente desaparecido, ya que fue abducido por extraterrestres en el final de la séptima temporada, «Requiem». Su compañera Dana Scully (Gillian Anderson) ha estado trabajando con el agente John Doggett (Robert Patrick) para localizarlo. Poco después de que Mulder fuera abducido, Scully y Doggett se enteraron de que había estado sufriendo de una enfermedad cerebral y estaba a punto de morir. Después de una pista falsa en el desierto de Arizona a principios de año, Doggett ha sido asignado a la división de los expedientes X, pero ha continuado su búsqueda de Mulder, a pesar de la falta de pistas definitivas.

### Eventos
Un hombre, cuyo rostro está oculto a la cámara, conduce y entra en una casa, que tiene un símbolo siniestro dibujado con sangre en la puerta. Cuando está dentro, una criatura humanoide se acerca a una mujer, pero el hombre misterioso le dispara tres veces a la criatura. Cuando regresa a su automóvil, finalmente se revela su identidad: Fox Mulder.
Doggett investiga una posible pista sobre la desaparición de Mulder en Squamash, Pensilvania. Aparentemente, en la primavera de 2000, Mulder visitó la ciudad en busca de algo para curar su enfermedad cerebral terminal que recibió a través de la exposición a un artefacto extraterrestre. Doggett es informado por el sheriff local (Michael McGrady) que Mulder estaba investigando un caso que involucraba a Marie Hangemuhl (Natalie Radford). Su hermana le contó a Marie sobre una leyenda de los nativos americanos de una criatura que vive en el bosque. Mientras interroga a los Hangemuhl en el presente, Doggett se entera de que Marie sufre una insuficiencia renal terminal. Cuando se va, también nota agujeros de bala enyesados en la pared. Más tarde, en el apartamento de Mulder, Doggett encuentra un arma que tenía escondida debajo del fregadero. Mientras tanto, en Squamash, una retroexcavadora excava en un círculo de piedras ubicado en el cementerio del pueblo. Más tarde esa noche, la gente del pueblo se presenta en una cabaña en el bosque, exigiendo a una mujer rústica (Caroline Lagerfelt) que vive allí que «eso» sea enviado. Una criatura intenta escapar, pero es capturada.
Doggett y Walter Skinner (Mitch Pileggi) regresan a Squamash y le preguntan al sheriff sobre el asesinato de un transeúnte no identificado, que Doggett cree que fue asesinado por Mulder. Doggett y Skinner viajan al cementerio y descubren que la tumba excavada antes por la retroexcavadora es la del transeúnte. Los dos encuentran el ataúd vacío, pero Doggett se da cuenta de que el transeúnte salió de su propio ataúd. El sheriff llega con la criatura (que se revela como un devorador de almas, que subsiste de la enfermedad humana), en la casa de Hangemuhl, donde el símbolo en sangre está en la puerta nuevamente. La horrible criatura abre sus fauces y muerde a Marie. Doggett le sugiere a Skinner que Mulder le disparó a alguien para protegerla del hombre que se suponía que estaba en esa tumba. Mientras tanto, en las profundidades de la tierra, la criatura vomita lo que parecen ser los restos viscerales de Marie en un molde con forma de persona en el suelo.
Doggett se va solo a ver a la mujer que cuidaba a la criatura en el bosque. La mujer insinúa que Mulder, sintiendo lástima por la criatura, estaba tratando de sacrificarla, no salvar a Marie. Doggett escucha un ruido y encuentra una trampilla que conduce a los túneles. Bajo tierra, encuentra a Marie y la lleva al hospital. Le informa a Skinner que sus riñones se curaron espontáneamente. Doggett regresa con la mujer que cuida a la criatura; después de retroceder ante su fealdad, la mujer explica que se ve así porque toma la enfermedad de los demás en sí misma, mientras los cura en el proceso. Doggett decide alejar a la criatura de la sociedad, que solo la utiliza. Sin embargo, Doggett es asesinado después de que el sheriff y sus hombres, que se niegan a renunciar al devorador de almas o incluso a considerarlo más que una cosa, llegan y le disparan por la espalda. Doggett es enterrado rápidamente, pero luego se despierta en los túneles. En el rincón oscuro de la caverna, la mujer llora junto al devorador de almas muerto. Ella revela que, al consumir la muerte de Doggett, finalmente se le permitió morir.
De vuelta en la sede del FBI, Doggett tiene dificultades para escribir su informe. Cuando Skinner lo revisa, alienta a Doggett a no enviar un informe, ya que contradiría el informe anterior de Mulder y dañaría su reputación, la de Scully y la de Doggett. Doggett protesta porque Scully no tenía conocimiento de los hechos, pero Skinner le recuerda que le tomaría meses limpiar su nombre y que es suficiente que los dos sepan la verdad sobre lo que pasó. Luego, Doggett tiene una visión de Mulder en la oficina.

## Producción

### Antecedentes y escritura

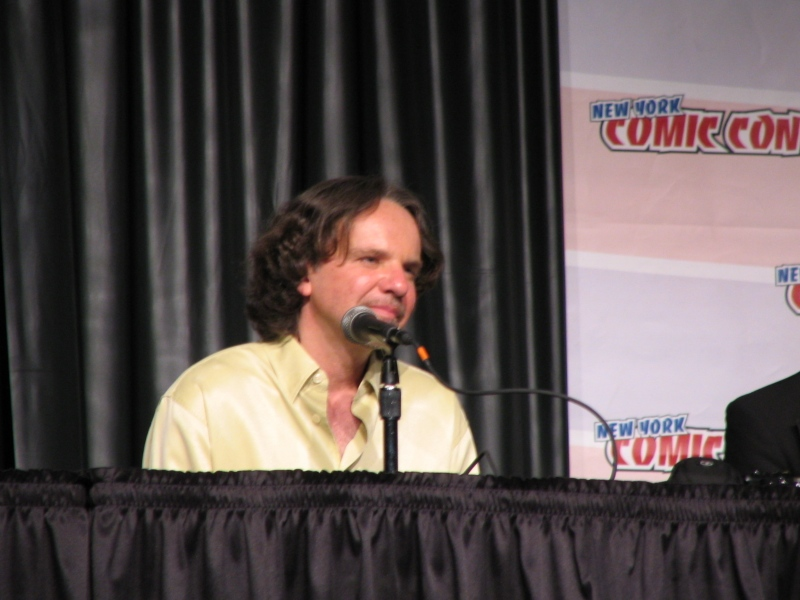
«The Gift» fue escrito por el productor ejecutivo Frank Spotnitz.

«The Gift» contó con la primera aparición sustancial de Duchovny como Mulder desde las aperturas de temporada «Within» y «Without». Después de resolver su disputa de contrato con Fox, Duchovny dejó de participar a tiempo completo en el programa después de la séptima temporada. Para explicar la ausencia de Mulder, el personaje de Duchovny fue abducido por extraterrestres en el final de la séptima temporada, «Requiem». Después de varias rondas de discusiones contractuales, Duchovny acordó regresar para un total de 11 episodios de la octava temporada. El creador de la serie Chris Carter argumentó más tarde que las ausencias de Mulder de la serie no la afectaron, y señaló que «hay personajes que pueden ser poderosos como centros ausentes, como lo fue Mulder durante la octava y novena temporada».
El episodio fue escrito por el productor ejecutivo Frank Spotnitz y fue pensado como un cuento moral. Spotnitz se aseguró de que el episodio tuviera un propósito y una razón explícitos, y señaló: «Si vas a apartarte de la realidad literal, como la mayoría de nosotros sabemos, si vas a adentrarte en lo sobrenatural, como escritor tienes que pregúntate “¿Por qué?”... Y si realmente no tienes un punto o una razón, tu historia probablemente no será muy buena». A pesar de estar en gran medida considerado como un «monstruo de la semana», «The Gift» también encaja en la mitología general de la serie. El libro The Complete X-Files publicado en 2008, considera el episodio como parte del arco general de la mitología, sin embargo, no fue incluido en el lanzamiento de DVD de 2005 The X-Files Mythology, Volume 4 – Super Soldiers.
El episodio toca y explora la enfermedad cerebral de Mulder, un elemento de la trama que se introdujo en el inicio de la temporada «Within». Esto fue en gran parte una retrocontinuidad colocada en la serie después del hecho. La serie racionalizó esta revelación con el hecho de que, debido a la exposición de Mulder al aceite negro en los episodios de la cuarta temporada «Tunguska» y «Terma» y su operación cerebral forzada por el fumador (William B. Davis) en el episodio de la séptima temporada «The Sixth Extinction II: Amor Fati», su cerebro desarrolló una enfermedad incurable que lo estaba matando lentamente. De hecho, la «recuperación de una semana» de Mulder de su cirugía cerebral fue un punto de crítica cuando «The Sixth Extinction II: Amor Fati» se emitió inicialmente en 1999.

### Rodaje
«The Gift» fue dirigido por Kim Manners, y marcó su tercer crédito como director de la temporada, después de la apertura de dos partes «Within» y «Without». Debido a la disponibilidad limitada de Duchovny, las apariciones de Mulder se limitaron a flashbacks. Esta técnica se había utilizado previamente durante la filmación del episodio «Per Manum», que, aunque se emitió después de «The Gift», se filmó antes de este episodio.
La mayor parte del episodio, como el resto de las temporadas seis, siete, ocho y nueve, se filmó en el área de Los Ángeles, California y sus alrededores. Las escenas que tienen lugar en la residencia del devorador de almas fueron filmadas en Ventura Farms, un establecimiento de caballos de California y lugar de rodaje cerca de la ciudad de Thousand Oaks. El lugar de rodaje se había utilizado previamente para el episodio anterior de la temporada «Patience», para las escenas que tienen lugar en la residencia de la funeraria. La breve escena con los pistoleros solitarios fue filmada en el set de su serie derivada, la homónima The Lone Gunmen. Aunque la mayor parte del episodio fue filmado por el director Manners, el fragmento de los pistoleros fue dirigido por Bryan Spicer, quien dirigió varios de los episodios de The Lone Gunmen, así como la entrada de la sexta temporada centrada en los pistoleros «Three of a Kind».
El episodio fue escrito para no requerir a Gillian Anderson en absoluto. Como resultado, el episodio terminado solo presenta material de archivo de Scully de «Within», y no se requirió que Anderson filmara ninguna escena nueva. Anderson reveló más tarde que estaba extremadamente agradecida por este y otros episodios «centrados en Doggett», porque le proporcionaron tiempo para pasar tiempo con su hija, Piper Maru, que asistía a la escuela en Canadá. Anderson insistió en que el programa entendiera su situación e hiciera adaptaciones: en una entrevista, explicó: «Estaba decidida a que respetaran que trabajaría durante tres semanas y luego tendría dos o tres semanas libres para ir y estar con ella. Así que estuvieron de acuerdo con eso, y eso fue importante para mí. Nunca antes había tenido eso en el programa».
«The Gift» fue el primer episodio en el que trabajó la compañía del maquillador Matthew W. Mungle para The X-Files. El devorador de almas era una combinación del actor Jordan Marder maquillado y un muñeco de silicona que tenía una boca extensible y dientes móviles.

## Temas
Cuando The X-Files entró en su octava temporada, la «resurrección y salvación humana», así como la «enfermedad, el sufrimiento y la curación», se convirtieron en un enfoque cada vez más central del programa. «The Gift», junto con varios otros episodios durante la octava temporada del programa, sería el primero en explorar temas de muerte y resurrección. Estos subtemas surgieron en el estreno de la temporada «Within» cuando a Scully se le muestra la lápida de Mulder. En «The Gift», el tema se explora más a fondo; Doggett no solo es herido de muerte y luego resucitado, sino que también se explora la historia detrás de la enfermedad cerebral inoperable de Mulder. En «Deadalive», el tema reaparece con toda su fuerza: Billy Miles es encontrado muerto pero resucita. Asimismo, Mulder es enterrado durante tres meses pero vuelve a la vida. Este subtema continuaría hasta bien entrada la novena temporada, en entradas como «Audrey Pauley».
El episodio hace un uso intensivo de una rueda medicinal. Doggett descubre por primera vez este símbolo en la tumba desconocida que desentierra. La rueda es un símbolo nativo americano común en el folclore que se considera sagrado; aunque el tamaño y la forma varían, por lo general consta de una piedra central (o un cairn), rodeada por un anillo (o anillos) exteriores de piedras, con al menos dos líneas de rocas que irradian desde el centro. El uso de la piedra ha estado «sumido en controversia», pero la mayoría de los eruditos nativos americanos están de acuerdo en que representa la «síntesis y la totalidad, incluidos los conceptos de renovación y renacimiento». En el episodio, el símbolo toma la forma de una «X», lo que lo hace «idéntico al símbolo del programa The X-Files».
Amy Donaldson, en su libro We Want to Believe comparó al devorador de almas de «The Gift» con Leonard Betts, un personaje del «monstruo de la semana» del episodio de la cuarta temporada del mismo nombre. En el episodio, Mulder y Scully investigan la supuesta muerte y regeneración de un técnico en emergencias médicas llamado Leonard Betts, un mutante que subsiste y puede detectar cáncer en otros, así como regenerar partes del cuerpo amputadas. Donaldson razona que la condición de Betts, en la que está «plagado de cáncer» pero puede «ver la enfermedad dentro de las personas», es una metáfora de alguien que «ha permitido que el pecado o la maldad se conviertan en el curso normal de la vida». Aunque Betts puede detectar y consumir la enfermedad, sus motivos se derivan de «su propio apetito». Donaldson argumenta que el devorador de almas es el polo opuesto de Betts porque necesita una enfermedad para ayudar a una persona, a pesar de que se lastima a sí mismo en el proceso. En otras palabras, el devorador de almas es altruista, mientras que Betts es egoísta.

## Recepción

### Audiencia

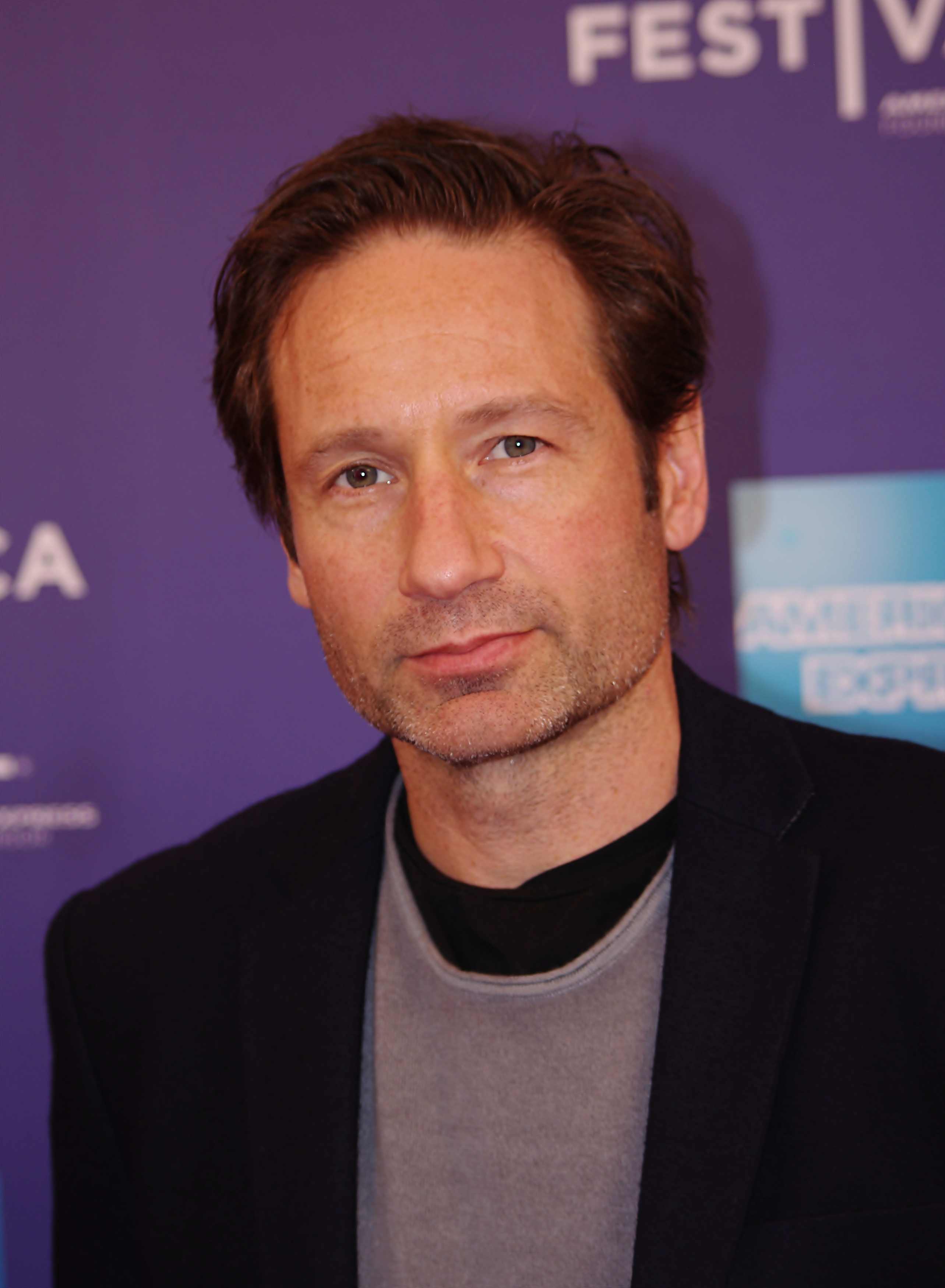
Fox promocionó fuertemente el episodio debido al regreso de David Duchovny como Fox Mulder.

«The Gift» se estrenó por primera vez en Fox en los Estados Unidos el 4 de febrero de 2001. El episodio obtuvo una calificación Nielsen de 8,8, lo que significa que fue visto por el 8,8% de los hogares estimados de la nación. El episodio fue visto por 8,87 millones de hogares  y 14,6 millones de espectadores en general. El episodio se clasificó como el episodio número 35 más visto durante la semana que finalizó el 4 de febrero. Además, debido a que este fue el primer episodio de Duchovny desde el inicio de la temporada, Fox promocionó fuertemente los anuncios promocionales en televisión; en el clip, el locutor señaló que «David Duchovny regresa a The X-Files» en el episodio. En parte, el episodio fue muy promocionado porque ocurrió durante los barridos de febrero, un momento en el que Nielsen procesa aproximadamente 2 millones de diarios en papel de hogares de todo el país para recopilar información de visualización. El 4 de noviembre de 2003, el episodio fue lanzado como parte del DVD de la octava temporada.

### Reseñas
La recepción crítica del episodio fue en gran medida mixta. Zack Handlen de The A.V. Club otorgó al episodio una «A» y lo llamó «una gran historia de monstruos, y mi favorita de lo que he visto de [la octava temporada] hasta ahora». Argumentó que el episodio fue «tan efectivo» porque «no es solo la inversión de la dicotomía personal monstruo/normal; el programa ha hecho ese truco antes, y aunque trata de ser tímido sobre la verdadera naturaleza de el devorador de almas al principio, no es difícil reconocer quién es el verdadero villano». Handlen también escribió que el episodio «obliga a la audiencia a identificarse más fuertemente con Doggett» y aprovechó la ausencia de Anderson. Meghan Deans de Tor.com sintió que, si bien «la historia del devorador de almas puede haber sido un poco apresurada y un poco descuidada», el episodio en sí «tiene una chispa [que es] la chispa del ausente, el impulso de los desaparecidos. El sentimiento que todos estamos aquí por una razón, y que el programa quiere vivir».
La escritora de Television Without Pity, Jessica Morgan, calificó el episodio con una «B+» y aplaudió el regreso de Duchovny, escribiendo, «bienvenido de nuevo, [...] magnífico bastardo». Tom Kessenich, en su libro Examinations escribió una crítica mixta del episodio. Por un lado, elogió la sensación del episodio y escribió: «En muchos sentidos, este fue un episodio que me devolvió la intensidad, la magia y el poder de The X-Files que me había estado perdiendo a lo largo de esta temporada tan mundana». De esta manera, Kessenich sintió que Doggett se convirtió en «parte de The X-Files por primera vez». Sin embargo, Kessenich también sintió que la trama que involucraba la enfermedad cerebral terminal de Mulder fue un paso en falso, y señaló que Mulder nunca le habría ocultado algo tan serio y personal a Scully. Escribió, «hace un año, Mulder no se estaba muriendo [pero] lo que una vez supimos como verdad de repente ha sido reemplazado por una mentira». George Avalos y Michael Liedtke del Contra Costa Times calificaron la entrada como «uno de los episodios más atractivos de la temporada» y escribieron positivamente sobre las «interesantes posibilidades» que se establecieron para la parte final de la temporada. También fueron positivos sobre la manera en que Doggett y Mulder pudieron conectarse de «alguna manera mística». Sin embargo, Avalos y Liedtke criticaron la ubicación del episodio y señalaron que habría funcionado mejor si hubiera sido el «cuarto o quinto episodio de la temporada», en lugar del octavo. Además, escribieron negativamente sobre la revelación de que Mulder padecía una enfermedad cerebral terminal, llamándola una curva de «historia monumental» que no se molestó en «conectar todos los puntos detrás».
Robert Shearman Y Lars Pearson, en su libro Wanting to Believe: A Critical Guide to The X-Files, Millennium & The Lone Gunmen, calificaron el episodio con dos estrellas de cinco. A pesar de llamar al episodio «diferente», los dos escribieron que la historia que involucra a Mulder «no fue muy satisfactoria». Además, los dos llamaron al final «problemático» porque presentaba a Skinner y Doggett suprimiendo la verdad, una elección temática que va en contra del espíritu de la serie. Paula Vitaris de Cinefantastique le dio al episodio una crítica negativa y le otorgó una estrella y media de cuatro. Vitaris criticó el papel de Doggett y señaló que «uno pensaría que después de esto, incluso él se convertiría en un creyente furioso, pero no, no ha cambiado ni un poco». Marisa Guthrie del Boston Herald se burló del hecho de que a Duchovny se le dio tan poco tiempo de pantalla. Además, criticó que Doggett se mantuviera escéptico al final del episodio.